# Stefano Lepri (politico)
Stefano Lepri (Firenze, 5 febbraio 1961) è un politico italiano, parlamentare per il Partito Democratico dal 2013 al 2022.

## Biografia
Nato a Firenze, da bambino si trasferisce dalla Toscana a Torino, per via del trasferimento lavorativo del padre alla FIAT. Dopo aver conseguito la maturità scientifica, e la laurea in economia e commercio all'Università degli Studi di Torino a pieni voti nel 1985, ha lavorato fino al 1997 alla Fondazione Giovanni Agnelli, occupandosi di ricerca su terzo settore, politiche sociali ed economia no profit.
Dal 1989 al 1995 è anche presidente della cooperativa sociale Cilte di Torino che si occupa di servizi domiciliari per anziani. Dal 1990 al 1997 dirige il Centro Studi CGM (Confcooperative), per il quale cura varie pubblicazioni, e dal 1991 al 1997 è direttore della rivista “Impresa sociale”.
Nel 1997 viene nominato assessore ai servizi sociali, sanitari e per la famiglia del Comune di Torino, incarico che mantiene per otto anni sotto le amministrazioni di Valentino Castellani prima e Sergio Chiamparino poi.
Alle elezioni amministrative del 2001 viene eletto consigliere comunale di Torino, ottenendo il più alto numero di preferenze nello schieramento del centro-sinistra. Assume la delega alle politiche socio-sanitarie nell'esecutivo de La Margherita del Piemonte ed è membro della direzione nazionale di Federsanità ANCI.

### Elezione a consigliere regionale
Si candida alle elezioni regionali in Piemonte del 2005 per la provincia di Torino nelle liste di La Margherita a sostegno dell'ex presidente della provincia di Torino ed eurodeputata Mercedes Bresso, venendo eletto consigliere con 7783 preferenze. In Consiglio regionale del Piemontericopre l'incarico di capogruppo de La Margherita dal 2005 al 2008 e poi di vice-capogruppo del Partito Democratico. Viene poi rieletto per il PD alle elezioni regionali in Piemonte del 2010 nel medesimo collegio, ottenendo 6097 preferenze. È portavoce del PD in Commissione bilancio e relatore delle leggi regionali di bilancio dal 2008 al 2012.

### Elezione a senatore
Alle elezioni politiche del 2013 viene eletto al Senato della Repubblica per la circoscrizione Piemonte nelle liste del Partito Democratico, dove dall'aprile 2013 è uno dei vice-capogruppo del gruppo parlamentare a Palazzo Madama ed è membro della Commissione lavoro e previdenza sociale.
Nel 2014 ha presentato un disegno di legge delega al Governo per il riordino e il potenziamento delle misure a sostegno dei figli a carico.
Nel 2017 ha dichiarato un compenso annuo lordo di circa 99.000 euro.
Durante la legislatura è stato relatore della legge sul Terzo settore e ha seguito in particolare il lavoro parlamentare per l’introduzione della misura nazionale di contrasto alla povertà, il Reddito d'inclusione.

### Elezione a deputato
Alle elezioni politiche del 2018 viene candidato alla Camera dei deputatinel collegio uninominale Piemonte 1 - 04 (Torino - Zona Statistica 61 Mirafiori) per la coalizione di centro-sinistra, in quota Partito Democratico, dove viene eletto deputato con il 32,85% dei voti contro il candidato del centro-destra, in quota Noi con l'Italia-UDC, Paolo Greco Lucchina (31,71%) e il candidato del Movimento 5 Stelle Alberto Sasso (27,26%).
Ha fatto parte delle Commissioni lavoro e previdenza sociale, sanità e welfare ed è stato estensore e relatore della legge sull'assegno unico per i figli. 
È stato membro della Segreteria nazionale PD con Nicola Zingaretti. Attualmente è responsabile nazionale PD per il Terzo settore.
Alle elezioni politiche del 2022 è candidato alla Camera per il centrosinistra nel collegio uninominale Piemonte 1 - 02 (Torino - San Paolo), ottenendo il 35,41% e perdendo contro la candidata del centrodestra Augusta Montaruli (35,98%) per circa 1000 voti, e in quarta posizione nel listino del PD nel collegio plurinominale Piemonte 1 - 01, non risultando eletto.